# Стадион Шахтјор (Караганди)
Стадион Шахтјор је мулти-функционални стадион у граду Караганди, Казахстан. Тренутно се користи углавном за фудбалске утакмице и домаћи је стадион ФК Шахтјор.